# هادسن یاردز
هادسن یاردز  (به انگلیسی: Hudson Yards) محله‌ای در بخش منهتن در شهر نیویورک است. این محله در غرب منطقه میدتاون منهتن قرار گرفته و مجاور رودخانه هادسن است. هادسن یاردز از غرب خود با بزرگراه وست ساید، از شرق با خیابان هشتم، از شمال با خیابان چهل و سوم و از جنوب با خیابان سی‌ام محصور شده‌است.
این محله تحت یک برنامه بازسازی از صفر قرار دارد و بخش اعظمی از آن در حال ساخت است. برنامه بازتوسعه هادسن یاردز توسط شهرداری نیویورک و فرمانداری ایالت نیویورک برنامه‌ریزی شده‌است. هدف نهایی این بازسازی گسترش دادن قسمت تجاری منهتن به سمت غرب تا رود هادسن است.مقاله جامعی از محل هوشمند و مدرن هادسون یاردز همراه با این تراس بی نظیر با تصاویر عالی مشاهده کنید: تراس هادسون یاردز
طراح و معمار ساختمان هادسون یاردز 30 کان پدرسن فاکس است که این برج را به صورت زاویه‌ دار و ناموزون با نمای تماما شیشه‌ای طراحی کرده است که گفته می‌شود کمپانی‌هایی همچون CNN، شبکه اچ‌بی‌او، Turner Broadcasting و برادران وارنر پس از تکمیل، به این ساختمان نقل مکان خواهند کرد.

این تراس هم اکنون بلندترین مکان برای دیدن چشم اندازهای بی همتای نیمه غربی شهر نیویورک و فراتر از آن می باشد که برای کسانی که از بلندی نمی ترسند، کف شیشه ای آن این امکان را می دهد تا ساختمان ها و خیابان های زیر آن را ببینید.

پنل های شیشه ای تقویت شده تراس هادسون یاردز 30 به گونه ای رو به بیرون کشیده شده اند که می توانید با خیال راحت و تیکه دادن به آن، عکس های بسیاری زیبایی را تهیه کنید و این در حالی است که می توانید پس از لذت بردن از تماشای نمای زیر پای آسمان خراش استراحت کنید و یا با بالا رفتن از پله ها برای میل کردن غذا به رستوران و بار Peak بروید.

## پس‌زمینه
نقشه‌ای از سال ۱۸۱۵ نشان می‌دهد که خانه‌های محدودی در محل کنونی هادسن یاردز قرار داشته‌اند و اکثر زمین‌های این منطقه به پزشکی به نام ساموئل واتکینز تعلق داشته‌است. از سال ۱۸۴۹ خانه‌های هادسن یاردز تخریب گردید و استفاده از این منطقه به عنوان پایانه قطارها آغاز شد. هادسن یاردز تا مدت‌ها با نام «میدتاون غربی» شناخته می‌شد تا این که در سال ۲۰۰۱ اشاره به آن با نام «هادسن یاردز» توسط نیویورک تایمز آغاز شد و به مرور مرسوم شد.

## بازسازی
بعد از نامزدی نیویورک برای میزبانی المپیک ۲۰۱۲ (که در نهایت به لندن رسید)، پکیج تغییر کاربری ۳٫۷ میلیارد دلاری هادسن یاردز در سال ۲۰۰۴ توسط شهرداری نیویورک اعلام شد. برنامه مذکور شامل افزودن فضای نمایشگاهی و ایجاد استادیوم ورزشی جدید در این منطقه بود.
در سال ۲۰۱۲ برنامه ساخت استادیوم لغو شد و به جای آن برنامه ساخت مجموعه آسمان‌خراش‌ها با کاربری تجاری و مسکونی، پارک‌ها و مجتمع‌های تجاری در این منطقه آغاز شد. بخش اعظمی از پروژه‌های بازتوسعه توسط شرکت «آکسفورد پراپرتیز» انجام شد.

## تأمین سرمایه
هزینه نهایی ساخت پروژه هادسن یاردز ۲۵ میلیارد دلار بوده‌است. بازرسی‌ها نشان داد بخش فراوان تأمین سرمایه هادسن یاردز از طریق مهاجران داوطلب ویزای ای‌بی-۵ به دست‌آمده‌است. با توجه به این‌که هادسن یاردز به‌طور عادی در میدتاون منهتن قرار داشت و منطقه محرومی به حساب نمی‌آمد، سرمایه مذکور از طریق کژحوزه‌بندی و اتصال دادن نقشه‌ای هادسن یاردز به نقاط محروم هارلم به دست آمده‌است.